# Lagadin
Lagadin é uma pequena aldeia turística localizada no município de Ohrid, na República da Macedônia do Norte.